# Sitio de Steenwijk (1580-1581)
El sitio de Steenwijk fue un asedio que duró del 18 de octubre de 1580 al 23 de febrero de 1581 durante la guerra de los Ochenta Años. Enfrentó a los sitiadores españoles al mando del renegado George van Lalaing y a la guarnición rebelde holandesa de Steenwijk (Steenwijkerland), al mando de Johan van den Kornput. El ejército de socorro anglo-holandés que mandaba John Norreys alcanzó la ciudad el 24 de enero, y los españoles, debilitados por las enfermedades y la falta de suministros, levantaron el sitio en febrero.

## Antecedentes
En marzo de 1577 los españoles trajeron un contingente de soldados de Valonia para mantener su dominio en la provincia rebelde de Overijssel. En marzo de 1580, en medio de la indignación de los protestantes holandeses por la traición de Jorge van Lalaing, conde de Renneberg y antiguo estatúder de Groninga que se había pasado al servicio de España, la fuerza de ocupación, que no cobraba sus soldadas, se pasó al enemigo.
La provincia de Overijssel solo tenía un pequeño número de tropas rebeldes holandesas, una compañía de soldados que mandaba el capitán Olthof, pero en octubre llegó a Steenwijk una segunda compañía, la de Johan van den Kornput, compuesta por seiscientos soldados. En 1578 Kornput proporcionó asistencia estratégica vital a Lalaing antes de su traición, durante el asedio de Deventer. Posteriormente, la ciudad se vio obligada a rendirse y pasó a manos de los rebeldes holandeses.

## El sitio
El 18 de octubre de 1580, un día después de que Kornput llegara a Steenwijk, un ejército español de más de 6000 soldados de infantería y 1200 de caballería bajo el mando de Lalaing sitiaron Steenwijk.

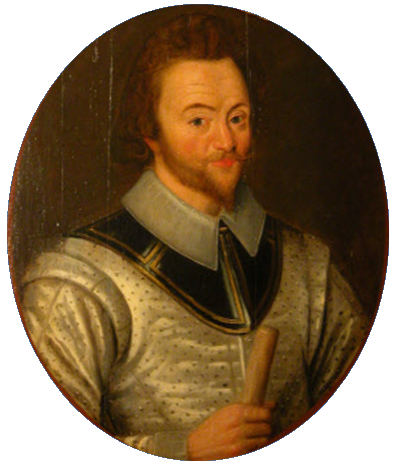
John Norreys

Un bombardeo en noviembre destruyó unas setenta casas, poniendo a prueba a los residentes de la ciudad, que ya estaban sufriendo porque la cosecha de ese año había sido pobre. Dos intentos de socorro por los rebeldes holandeses fueron frustrados por los sitiadores a finales de noviembre. Las fuerzas rebeldes holandesas le pidieron a John Norreys, que estaba en Brabante, que ayudara a aliviar a la guarnición asediada. Promovido al rango de general, Norreys marchó a Steenwijk con 2000 hombres.
Norreys llegó ante Steenwijk el 15 de diciembre pero la columna de socorro fue atacada de inmediato por los españoles. En un enfrentamiento general a lo largo de las orillas del río Vledder Aa, los rebeldes ingleses y holandeses repelieron a los atacantes. Los españoles derrotados huyeron, dejando atrás materiales y equipos.  Norreys aprovechó la ventaja, rompió las trincheras del sitiador y abasteció y reforzó la ciudad.  Este alivio, aunque temporal, fue el punto de inflexión.
Como el asedio tuvo lugar en invierno, los sitiadores y sitiados sufrieron mucho debido al clima frío. El canal de la ciudad y Vledder Aa se congeló varias veces causando problemas, así como soldados y cañones que caen a través del hielo al intentar cruzar. Una salida inesperada que hizo Norreys y sus hombres el 24 de enero resultó decisiva. Capturaron equipos, rompieron muchas de las armas de asedio españolas e infligieron bajas de casi 400 hombres entre muertos y prisioneros.
El 23 de febrero de 1581, la situación para los sitiados era desesperada. Muchos, incluido Lalaing, estaban enfermos por congelación. Con los suministros y la munición a punto de agotarse, Lalaing no podía mantenerse durante los meses de invierno ni ganar terreno por lo que abandonó el asedio y se retiró con sus hombres.

## Consecuencias
Steenwijk resistió el asedio de cuatro meses merced a las acciones decididas del capitán Johan van den Kornput y a los suministros traídos por el capitán Norreys, que ayudaron a la ciudad a prevenir las epidemias. La fuerza española sufrió otra derrota en Kollum en julio, cuando fueron perseguidos y derrotados por las tropas de Norrey, lo que llevó a la muerte de Lalaing. Fue enterrado en la iglesia Martini en Groninga.
En noviembre de 1582, los españoles, dirigidos por Juan Baptista de Tasis, regresaron. Steenwijk fue conquistada pronto y los protestantes supervivientes huyeron de la ciudad. Steenwijk, ya plaza española, apenas conservaba cincuenta de sus habitantes originales. Solo Zelanda, Utrecht y Frisia permanecían en manos de los rebeldes holandeses. En poco tiempo, el ejército español, ahora dirigido por Anthonie de Coquele, se expandió a más de 1.000 hombres, incluidos españoles, italianos, valones y borgoñones.
El 28 de mayo de 1592, el príncipe Maurice de Orange amasó un ejército de 8,000 hombres y reconquistó gran parte de los Estados. Todos los caminos hacia y desde Steenwijk se cerraron y la ciudad una vez más fue sitiada. El 5 de julio de 1592, después de una feroz batalla de 44 días , los españoles se rindieron. En este momento, Steenwijk estaba casi completamente en ruinas. No fue sino hasta 1597, después de un ataque fallido de los españoles bajo el mando del Conde Frederik van den Bergh , que el Consejo de Estado encontró los recursos para reconstruir las defensas y la ciudad.